# Emesis lycortas
Emesis lycortas är en fjärilsart som beskrevs av Doubleday 1847. Emesis lycortas ingår i släktet Emesis och familjen Riodinidae. Inga underarter finns listade i Catalogue of Life.